# 佐藤尚武

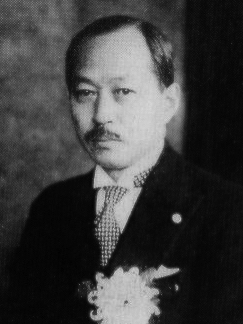
佐藤尚武

佐藤 尚武（さとう なおたけ、1882年（明治15年）10月30日 - 1971年（昭和46年）12月18日）は、日本の外交官、政治家。林内閣外務大臣、第二次世界大戦末期のソ連対日参戦当時の駐ソビエト連邦大使、戦後には参議院議長（第2・3代）等を歴任した。

## 経歴
旧弘前藩士で当時大阪府警部であった田中坤六の次男として大阪府に生まれる。同じく弘前藩士で外交官の佐藤愛麿（後に在米特命全権大使）の養子となる。旧制正則中学校（正則高等学校の前身）卒。1904年（明治37年）、東京高等商業学校（一橋大学の前身）全科卒。同専攻部領事科へ入学。一橋では同級生の向井忠晴（三井総元方理事長や大蔵大臣を歴任）や福島喜三次（元三井合名理事）と首席を争った。後年、向井に駐米大使を打診したが飛行機嫌いであるとして固辞されている。
1905年（明治38年）、外交官及び領事官試験に合格し外務省入省。在ロシア公使館外交官補（のち三等書記官）、ハルビン領事（のち総領事）、在スイス公使館一等書記官、在フランス大使館参事官、在ポーランド公使を歴任した。ロシア革命が勃発した当時はハルビン総領事の職にあり、1917年12月にボリシェヴィキ勢力がハルビンの制圧を図った際には、他のハルビン駐在連合国領事らと領事団を結成して当時の中華民国政府（北京政府）に介入を要請し、中国軍によってハルビンのボリシェヴィキ関係者は排除された。このあとハルビンでは陸軍を中心としてグリゴリー・セミョーノフやドミートリー・ホルヴァートといった反革命勢力の人物を擁立する動きがあった。日本は1918年8月からシベリア出兵に踏み切るが、佐藤は外務省関係に多かった「出兵に熱心な者」の一人と評されている。
1926年（大正15年）9月8日、駐ポーランド大使のまま国際連盟組織委員会委員に就任。1927年（昭和2年）に国際連盟帝国事務局長、1929年（昭和4年）のロンドン海軍軍縮会議では事務総長を勤め、1930年（昭和5年）、駐ベルギー特命全権大使に就任する。このベルギー大使在任時の1931年9月、国際連盟第12回総会に出席中満洲事変勃発の報が入り、直後の国際連盟第65回理事会で佐藤は中国の理事からの非難に直面することとなる。続く第66回理事会は第一次上海事変のあとに開かれ、ここで佐藤は世界からの非難を一身に受けながら日本の立場の説明をおこなうとともに、政府に対しては自制を訴えた。しかし日本は満洲国を承認、1933年（昭和8年）の国際連盟総会でリットン調査団による報告書の採択の際は、代表団の一員として首席代表松岡洋右や駐フランス大使長岡春一とともに議場を退席した。同年、駐フランス特命全権大使。1935年（昭和10年）、入省30年を迎えたのを機に辞任を申し出、翌年退任する。
1937年（昭和12年）、日本への帰国早々林内閣で外務大臣に就任。佐藤は入閣の条件として、平和協調外交、平等の立場を前提とした話し合いによる中国との紛争解決、対ソ平和の維持、対英米関係の改善の4つを林首相らに提示し、これを確認した上で就任を受諾した。だが、就任直後の帝国議会で、持論の中国との話し合いを説き、戦争勃発の危機は日本の考え方次第であると述べた内容が、軍部や右翼から「軟弱外交」と非難を浴びることになった。そうした状況でも関東軍が推し進めた華北分離工作に反対し、中国との対立を避けるためにその具体策として日華貿易協会会長児玉謙次を団長とする経済使節団を中国に派遣した。使節団の一行は、3月12日に神戸港を出帆して中国に渡り、蔣介石と会見し、中国政府要人及び経済人と26日まで幾度か会合し、協議した。しかし林内閣の総辞職とともに退任。その直後に盧溝橋事件が起きた。
1938年（昭和13年）9月10日、日中戦争への対処を行うために新設された外交顧問に有田八郎とともに就任するが、対中国機関問題が擱座したため同年9月29日に辞任。1940年（昭和15年）、駐イタリア特命全権大使。1941年（昭和16年）、外務省外交顧問。1942年（昭和17年）、東郷茂徳外務大臣に請われ、建川美次の後任として駐ソビエト連邦特命全権大使就任。大使補佐には守島伍郎が充てられる体制が採られた。1946年（昭和21年）、枢密顧問官。

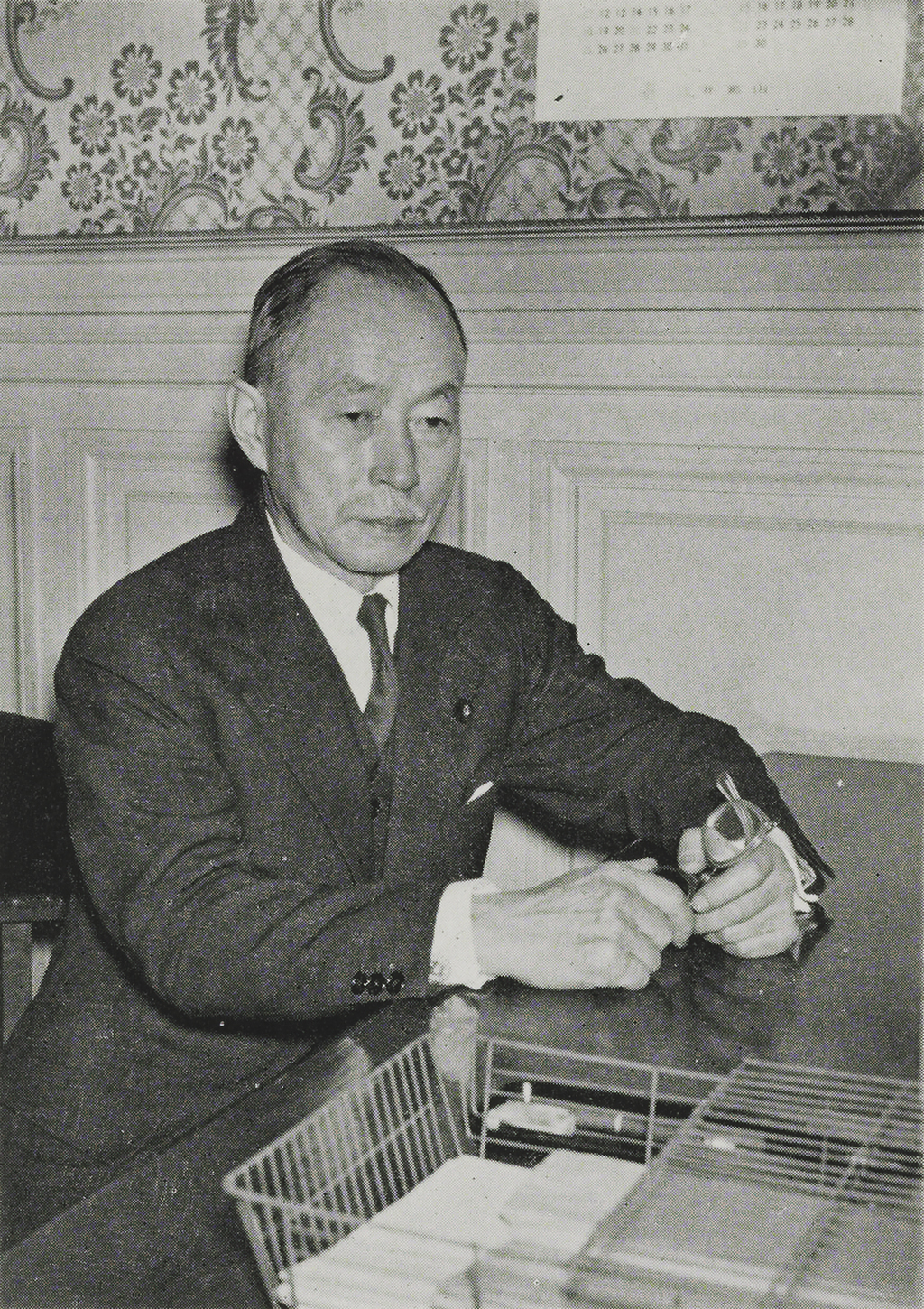
佐藤尚武（1956年）

1947年（昭和22年）4月、第1回参議院議員通常選挙に青森県選挙区から出馬し参議院議員に当選。以後、第3回、第5回通常選挙で当選し、連続3期務めた。参議院議員時代に緑風会の結成に参加した。阿波丸事件において賠償権放棄の決議案提出に提出者の1人として関わるが、その内容には批判的だった。1947年、出淵勝次の死去に際しては、参議院本会議で弔意決議案を提出した。参議院では、1948年（昭和23年）、参議院外交委員長、1949年（昭和24年）参議院議長などを歴任。その他、1953年（昭和28年）から1971年（昭和46年）まで、伊勢神宮奉賛会初代会長。また日本国際連合協会・日本ユニセフ協会会長等も務めた。
1956年（昭和31年）12月の国際連合加盟に際し、日本国政府代表として重光葵外務大臣に同行し国際連合総会に出席。
1965年（昭和40年）7月、第7回通常選挙に出馬せず引退。1970年（昭和45年）10月27日、第4回鹿島平和賞受賞（国連活動ほか）。墓所は谷中霊園。

## 駐ソ連大使時代
駐ソ連大使の任命は、日本にとって戦局が悪化する中で、日ソ中立条約を締結していたソビエト連邦との中立維持がその最大の目的であった。佐藤は中立条約締結時に当時の松岡外相が約束していた北樺太の石油・石炭利権の移譲、および日ソ漁業条約の更新を1944年（昭和19年）3月に調印にこぎ着けた。また、日本からは仲介による独ソ和平に向けた交渉を要請され、佐藤はそれに従ったものの、イデオロギーなどで全面的に対立する両国が和平に応じる見込みはないという電報を外務省宛に送っている。独ソ和平に消極的な佐藤の態度に対し、日本国内では陸軍から佐藤の更迭論まで出たが、重光葵外相が交代に反対し、廣田弘毅元首相を特使として派遣できるようソ連と交渉して陸軍をなだめることになった。佐藤はこれに基づいて、1944年9月にヴャチェスラフ・モロトフ外務人民委員に特使派遣を申し入れたが、「特使派遣が何を目的とするか疑問である」という理由で拒絶された。だが、その後も重光からは陸軍の意を受ける形で、日ソ関係の強化と独ソ和平仲介への交渉を求められ、そのたびに佐藤は「中立関係の維持そのものが問題になりつつある」と否定的な返答を繰り返した。こうした日本から寄せられる「日ソ関係改善論」について、戦後に佐藤は「かつて軟弱といわれた自分以上の軟弱外交ではないか」と「せせら笑った」と回想している。
それだけに、条約の期限1年前までとされた中立条約の廃棄通告期限（1945年4月25日）が近づくと心中穏やかではなく、期日をやり過ごして自動延長を待ちたいと神頼みするほどであった。だが、4月5日にモロトフと会見した佐藤はその場で条約の1年後の廃棄を通告される。これを受けて佐藤が日本に送った電報では、ソ連の狙いは米英に好意を得るためのジェスチャーで対日参戦への決意を固めたものではない、このジェスチャーも米英にとってはむしろ迷惑に感じて米英とソ連の摩擦が増大する可能性もあると記した。同時に佐藤は「もしもヤルタ会談で決定した上で廃棄通告が出されたものだとすれば、自分の観察は根底から覆ることになる」と別の可能性にも触れていたが、「問題はそこまで深刻ではない」とこれを軽視することになった。
1945年5月のドイツ敗戦後、日本国内ではソ連を通じた「無条件降伏ではない和平」の仲介を求める動きが起きる。佐藤は既に戦争の大勢は決まった以上、ソ連が仲介の役に立つ可能性は少ないと判断して早期終戦を促す機密電報を東京の本省に送っている。7月に昭和天皇の意向で近衛文麿を和平交渉の特使としてモスクワに派遣することが決まると、7月12日に東郷茂徳外務大臣は佐藤に対して、特使派遣をモロトフに申し入れるよう訓令した。だが、モロトフとはポツダム会議の準備という理由で会うことはできず、外務人民委員代理のソロモン・ロゾフスキーに依頼を伝えている。佐藤は東郷外相の指示に従って行動したが、ここでも本省に対して具体的な条件を欠いた特使派遣の依頼ではソ連を動かすことはできないとして、無条件降伏に近い和平しかないという電報を送った。
佐藤は7月18日にロゾフスキーから「天皇のメッセージに具体的提議がないこと、特使の使命が不明確であること」を理由に特使を拒絶する回答を受ける。佐藤は東郷の指示で再度特使派遣をソ連側に申し入れる一方、ポツダム宣言直前の1945年7月20日に東郷に当てた長文の電報では、「すでに抗戦力を失ひたる将兵および我が国民が全部戦死を遂げたりとも、ために社稷は救はるべくもあらず。七千万の民草枯れて上（引用者注：天皇）御一人安泰たるを得べきや。（中略）過去の惰性にて抵抗を続けおる現状を速やかに終止し、以て国家滅亡の一歩手前にてこれをくい止め、七千万同胞の塗炭の苦しみを救い、民族の生存を保持せんことをのみ念願す」と早期に「皇室の維持」のみを条件とした無条件降伏に近い講和を結ぶように要求していた。
佐藤は日本からの和平交渉特使派遣の回答をモロトフに求めていたが、ようやく8月8日に実現したクレムリンでの会見の席で、モロトフから対日宣戦布告を通知されることになった。佐藤は戦後「貴重な一カ月を空費した事は承服できない」と語っている。

## 人物
- フランス語、ロシア語が非常に堪能で、英語、ドイツ語も習得していた。

- 入省直後に外交官補として在勤したサンクトペテルブルクで、ロシア語とフランス語の個人授業を三年間受けている。当時の帝政ロシア首脳部では、フランス語が共通語であったこともあり、外交官補時代の佐藤はロシア語よりもフランス語が上達したという。次いでハルビン在勤となるが、当時のハルビンは東清鉄道が敷設され、ロシアの植民地のような状況でロシア語が共通語であったことから、佐藤はハルビンでロシア語を上達させた。

- フリーメイソンのメンバーであったと記録に残っている[26]。

## 栄典
- 1906年（明治39年）2月10日 - 従七位[27]
- 1907年（明治40年）9月14日 - 勲六等瑞宝章[27]
- 1908年（明治41年）12月11日 - 正七位[27]
- 1911年（明治44年）9月20日 - 従六位[27]
- 1913年（大正2年）12月27日 - 勲五等瑞宝章[27]
- 1915年（大正4年）11月10日 - 大礼記念章（大正）[27]
- 1916年（大正5年）
  - 2月12日 - 正六位[27]
  - 4月1日 - 双光旭日章[27]
- 1918年（大正7年）7月31日 - 従五位[27]
- 1919年（大正8年）12月25日 - 勲四等瑞宝章[27]
- 1920年（大正9年）11月1日 - 勲三等瑞宝章[27]
- 1921年（大正10年）9月10日 - 正五位[27]
- 1923年（大正12年）7月1日 - 第一回国勢調査記念章[27]
- 1925年（大正14年）10月15日 - 従四位[27]
- 1928年（昭和3年）
  - 4月21日 - 勲二等瑞宝章[27]
  - 11月16日 - 大礼記念章（昭和）[27]
- 1930年（昭和5年）11月1日 - 正四位[27]
- 1931年（昭和6年）10月31日 - 勲一等瑞宝章[27]
- 1933年（昭和8年）11月15日 - 従三位[27]
- 1934年（昭和9年）4月29日 - 勲一等旭日大綬章・昭和六年乃至九年事変従軍記章[27]
- 1937年（昭和12年）3月15日 - 正三位[27]
- 1940年（昭和15年）8月15日 - 紀元二千六百年祝典記念章[28]
- 1971年（昭和46年）12月18日 - 従二位勲一等旭日桐花大綬章

外国勲章佩用允許
- 1908年（明治41年）6月9日 - ロシア帝国：神聖アンナ第三等勲章[29]
- 1914年（大正3年）12月25日 - スペイン王国：イサベルラカトリック第三等勲章（英語版）[30]
- 1924年（大正13年）2月21日 - フランス共和国[31]
  - レジオンドヌール勲章コマンドール
  - オフィシエ・ド・ランストリュクション・ピュブリック（フランス語版）
- 1934年（昭和9年）5月29日[32]
  - ベルギー王国：レオポール勲章（英語版）グランクロア
  - ルクセンブルク大公国：クーロンヌドシエーヌ勲章（英語版）グランクロア
- 1937年（昭和12年）4月2日- フランス共和国：レジオンドヌール勲章グランクロア[33]
- 1941年（昭和16年）3月3日 - イタリア王国：サンティッシママウリチオエラッザロ勲章グランコルドーニ[34]

## 親族
生家である田中家は、弘前藩士で田中太郎五郎の子孫である。田中太郎五郎吉祥は津軽家家臣で天正7年（1579年）、六羽川合戦の折、主君津軽為信の身代わりとなって討ち死にし、合戦の勝利に導いた。その功に田中家は津軽の功臣として嫡子田中宗右衛門に100石を加増し、その館跡が田中館跡として伝えられている。
- 実父：田中坤六 - 山形県警部長[1]、佐賀県警部長[35]、三重県警部長[36]、沖縄県警部長[36]、台北県警部長兼台湾総督府法院検察官[37]を歴任。
- 養父：佐藤愛麿 - 駐オーストリア・ハンガリー帝国大使や駐米大使を歴任。
- 妻：佐藤ふみ - 佐藤愛麿の娘。
- 長女：房子 - 夫・成田勝四郎は駐西ドイツ大使や終戦連絡中央事務局第一部長、国連政府代表団代表などを歴任。
- 義弟：前川貫一 - 妹・菊枝の夫。内務省官僚で河川技術者。長男は前川國男（建築家）、三男は前川春雄（第24代日本銀行総裁）。
- 義弟：佐々木嘉太郎 - 妹・栄枝の夫。戦前の青森屈指の大富豪。「布嘉」の屋号で知られ、1944年に五所川原の大火で焼け落ちた自宅「布嘉屋」は、東北一の大豪邸で知られた。
- 義兄弟：小日山直登 - 佐藤愛麿の娘の夫[38]。南満州鉄道総裁、運輸大臣。

## 著書
- 『回顧八十年』時事通信社、1963年4月25日。NDLJP:2983869。[39]
  - 復刻版『回顧八十年 日本外交史人物叢書 第17巻』吉村道男監修、ゆまに書房、2002年
- 『二つのロシア』世界の日本社、1948年 - 黒田乙吉・柳澤健との共著、他は戦前・戦後共に講演冊子である
- 監修『国際連盟における日本　日本外交史14』鹿島平和研究所編、鹿島研究所出版会、1972年